# 24129 Oliviahu
24129 Oliviahu este un asteroid din centura principală de asteroizi.

## Descriere
24129 Oliviahu este un asteroid din centura principală de asteroizi. A fost descoperit pe 4 noiembrie 1999 la Socorro, New Mexico, în cadrul proiectului LINEAR. Asteroidul prezintă o orbită caracterizată de o semiaxă mare de 2,29 ua, o excentricitate de 0,16 și o înclinație de 1,3° în raport cu ecliptica.